# Леон Штернбах

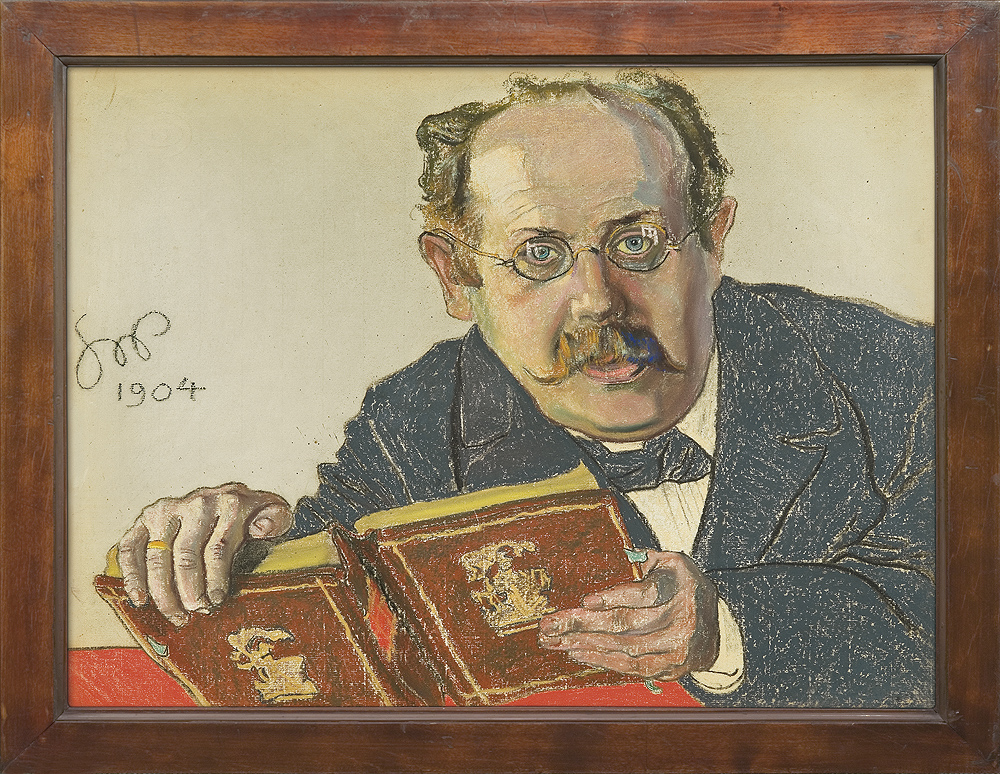
Портрет Леона Штернбаха роботи Станіслава Виспянського (1904)

Леон Штернбах (2 липня 1864, Дрогобич — 20 лютого 1940, Заксенгаузен) — польський класичний філолог і візантолог єврейського походження, професор Ягеллонського університету, член Польської академії науки. Ініціатор візантологічних досліджень у Польщі.

## Біографія
Леон Штернбах був сином Юзефа (чиновника банку та єврейського рабина) та Антуанетти Штернбах, уродженої Ґолдгаммер. Серед друзів його батьків були: Кардинал Альбін Дунаєвський, Адам Асник і Станіслав Виспянський, який пізніше написав три портрети Штернбаха з родиною. Навчався в середній школі в Дрогобичі. Вивчав філологію в університетах Лейпцига і Дрездена (1882—1883), а також у Відні (1883—1885). У 1885 році захистив докторат у Відні за працею Meletemata Graeca (Грецьке дослідження). Кілька років він провів на архівних дослідженнях у Відні, Гейдельберзі та в бібліотеках Італії та Франції. У 1889 році під науковим керівництвом Людвіка Цвіклінського він здобув габілітацію у Львівському університеті та став доцентом 3-ї кафедри класичної філології Ягеллонського університету. З цим університетом він був пов'язаний протягом усієї своєї наукової діяльності.

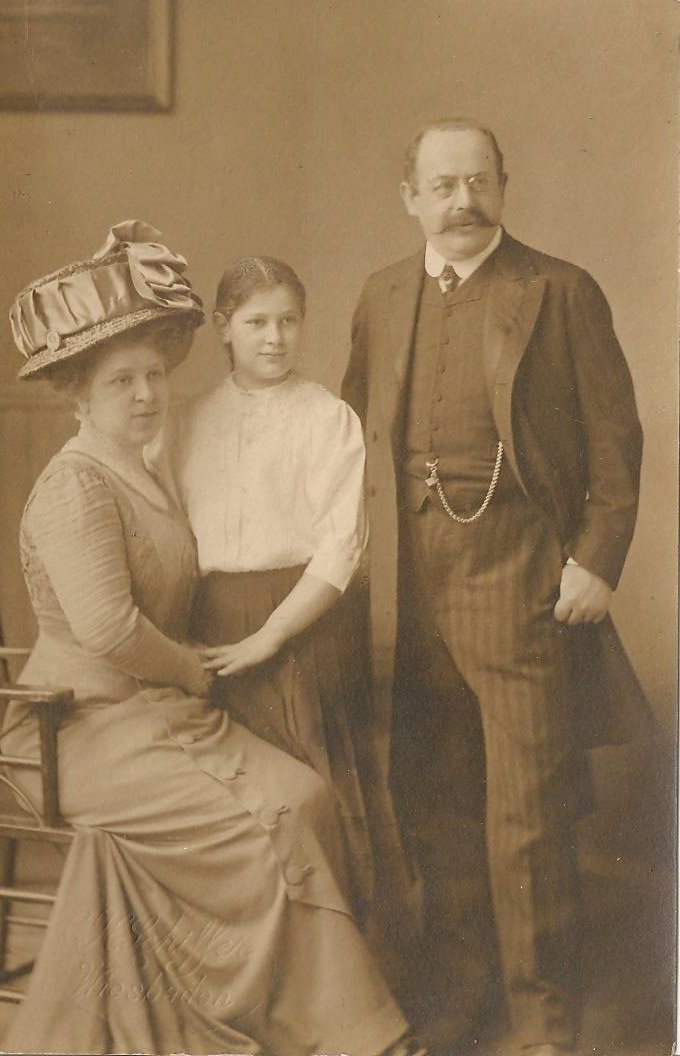
Фото з дружиною Леонтиною та донькою Геленою

Зайняв посаду доцента у 1892 році, а також очолив 3-ю кафедру класичної філології. У 1897 році він став професором, а в 1904/1905 навчальному році обіймав посаду декана філософського факультету. У 1905—1919 роках він представляв Ягеллонський університет у Крайовій шкільній раді, а також був директором екзаменаційної комісії для вчителів середніх шкіл (1916—1935). У 1918 році отримав ступінь почесного доктора Краківського університету. У 1934 році, як делегат університету, він брав участь у святкуванні 500-річчя Катанійського університету. У 1935 році вийшов на пенсію, отримавши звання почесного професора. Разом із групою краківських науковців був заарештований у листопаді 1939 року в рамках німецької акції арешту професорів (Sonderaktion Krakau); був ув'язнений у Кракові, потім у Вроцлаві та концентраційному таборі Заксенгаузен, де його було вбито.
Леон Штернбах належав до багатьох престижних наукових товариств. У 1894 році він був призначений членом-кореспондентом, а в 1902 — дійсним членом Академії науки в Кракові (згодом Польської Академії науки). З 1933 був директором Першого відділу Польської академії наук, належав до Комісії сходознавства, головував у Філологічній комісії (з 1927 р.). Він також був членом Наукового товариства у Львові, Академії науки у Празі, Австрійського археологічного інституту та Товариства сприяння еллінським студіям у Лондоні. У 1903 році він не прийняв запропоновану кафедру візантиністики у Віденському університеті, а також не погодився на постійну співпрацю з Ватиканської бібліотекою; у міжвоєнний період він проводив часті дослідження в архівах Ватикану, і його неодноразово приймали на приватних аудієнціях Папа Пій XI та король Італії Віктор Еммануїл III. Увересні 1914 р. обраний членом Галицької ц. к. Національної шкільної ради.
Його вважали одним із найвидатніших візантістів світу, поряд із Карлом Крумбахером. У своїй науковій діяльності він займався гномологічною літературою, патрологією, пареміологією та грецькою мовою. Також він досліджував досягнення Григорія Богослова та інших каппадокійських отців. Він підготував критичні видання багатьох праць, зокрема: Михайло Пселл, Менандр та Езоп. Досліджував також походження польських прислів'їв. Співпрацював з «Geschichte der byzantynischen Literatur» (з 1890).

## Ордени та нагороди
- Командорський хрест Ордена Відродження Польщі (10 листопада 1928)[4]
- Золотий Хрест Заслуги (11 листопада 1936)[5]

## Учні
Серед його учнів і співробітників були: Северин Гаммер, Фелікс Копера, Єжи Ковальський, Адам Крокевич, Єжи Кроковський, Казімеж Фелікс Куманецький, Тадеуш Лер-Сплавінський, Людвік Пйотровіц, Густав Пржихоцкі, Ян Сайдак, Єжи Шнайдер, Тадеуш Сінко, Станіслав Скіміна.

## Родина
У 1897 р. одружився з Леонтиною Епштейн (пом. 17 квітня 1946, Краків). Залишив доньку Гелену (у шлюбі Одживольська). Сестрою Леона Штернбаха була Цецилія Штернбах-Хайєсова, дружина віцепрезидента Львова часів Другої Польської Республіки Віктора Хаєса. Його племінник, Леон Генрик Штернбах, був творцем синтетичних бензодіазепінів, а інший племінник — Людвік — всесвітньо відомим індологом, професором Сорбонни та Колеж де Франс.

## Вибрані видання
- Meletemata graeca, Vindobonae 1886.
- Epitafium na Sklerajnę, przeł. L. Sternbach, «Rozprawy Wydziału Filologicznego PAU» 14 (1891), s. 375—393.
- G. Pisidiaecarmina inedita, «Wienner Studien», t. 13 i 14 (1891 i 1892).
- Gnomologium Parisinum ineditum. Appendix Vaticana, ed. Leo Sternbach, Cracoviae: Academia Litterarum 1893.
- Photii patriarchae Opusculum paraeneticum. Appendix gnomica, excerpta Parisiana, «Rozprawy Wydziału Filologicznego PAU» 20 (1893)
- Analecta Photiana, «Rozprawy Wydziału Filologicznego PAU» 20 (1893).
- Dilucidationes Aesopiae (1894).
- Appedix critica de Joanne Euchaitensi, «Eos» 4 (1897), s. 156—163.
- Fabularum Aesopiarum sylloge (1894).
- Methodi Patriarchae opusculum paraeneticum, «Eos» (1897), s. 150—156.
- De G. Pisidae apud Theophanen aliosque historicos reliquis, «Rozprawy Wydziału Filologicznego PAU» 30 (1889—1900).
- De G. Pisidae carmina historica, «Rozprawy Wydziału Filologicznego PAU» 30 (1899—1900).
- De G. Pisidae fragmentis a Suida servatis, «Rozprawy Wydziału Filologicznego PAU» 30 (1899—1900).
- Observationes in Georgii Pisidae carmina historica. Appendix metrica, «Rozprawy Wydziału Filologicznego PAU» 30 (1899—1900).
- Analecta Manassea, «Eos» 7 (1901), s. 180—194.
- Manassae versus inediti, «Wiener Studien», t. 24 (1902).
- Nicolai Calliclis Carmina, ed. Leo Sternbach, Cracoviae: Academia Litterarum 1903.
- De Joanne Psello, «Eos» 9 (1903), s. 5–10.
- De cornicula Horatiana (1935).
- Quaestiones paroemiographicae (1936).
- Uwagi paremiograficzne do pism Mikołaja Reja (1937).
- Homera Iliada. Pomór, gniew, tekst grec. oprac. Leon Sternbach, tł. z grec. Juliusz Słowacki, il. Stanisław Wyspiański, Warszawa: Wydawnictwa Artystyczne i Filmowe 1983.